# Pupusa

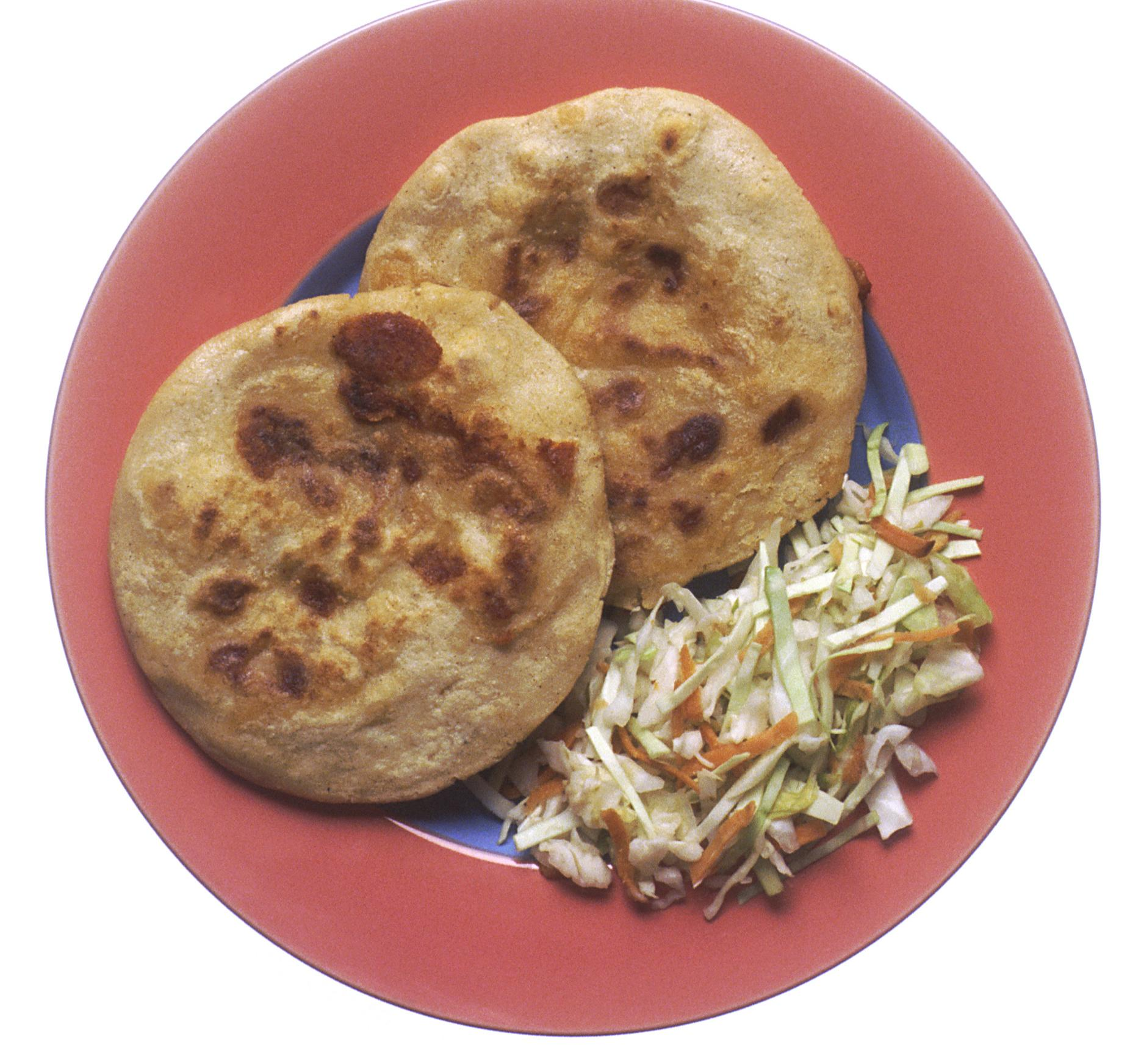
Pupusas y curtido

Pupusa (množné číslo pupusas) je velmi populární a rozšířené jídlo ve středoamerickém Salvadoru. Jedná se o plněnou pečenou placku. Základní surovinou je kukuřičná mouka (popř. rýžová), ze které se přidáním vody a vyhnětáním vytvoří těsto. Z těsta se následně ručně otrhávají menší díly, které se formují do tvaru placky. Na takto připravenou placku se vloží náplň. Poté se přidá další plát těsta a náplň se tak zcela zabalí do těsta. Dále je nutné znovu vytvarovat naplněnou syrovou placku do požadovaného kulatého tvaru (nejrozšířenější způsob je prosté přehazování placky z ruky do ruky). Takto připravené placky široké 10 až 13 cm se smaží (opékají) na pánvi nebo přímo na plátech kamen.
Nejčastějšími náplněmi jsou: sýr, fazole, dýně, vepřové maso, škvarky zpracované do formy pasty. Jako příloha se k pupusas obvykle podává rajčatová omáčka a curtido (zeleninový salát s octem z hlávkového zelí, mrkve, cibule). K pupusas se může pít pivo, voda, ovocné šťávy, minerálky, čaj, káva – záleží na denní době konzumace. Pupusas se většinou prodávají ve specializovaných stáncích a barech (tzv. pupuserías) a slouží většinou jako snídaně nebo svačina.
Původ tohoto jídla sahá až před příchod Španělů na americký kontinent. Kukuřice byla jednou z hlavních plodin mezoamerických předkolumbovských kultur.